# ۵-او-متیل جنیستین
۵-او-متیل جنیستین (به انگلیسی: 5-O-Methylgenistein) با فرمول شیمیایی C۱۶H۱۲O۵ یک ترکیب شیمیایی با شناسه پاب‌کم ۵۷۴۸۵۵۱ است. که جرم مولی آن ۲۸۴٫۲۶ g/mol می‌باشد. 